# Zentrum für Informations- und Kommunikationstechnik
Die Abteilung 5 – Zentrum für Informations- und Kommunikationstechnik (IKTZ) des Bundespolizeipräsidiums ist der technische Dienstleister der deutschen Bundespolizei mit Hauptsitz in Potsdam.

## Aufgaben
Zu den Aufgaben des IKTZ gehören unter anderem die Unterstützung des Bundesamtes für Verfassungsschutz auf dem Gebiet der Funktechnik gemäß § 10 BPolG, die Unterstützung der ermittlungsführenden Dienststellen der Bundespolizei durch technische Aufklärungsmaßnahmen zur nachhaltigen Stärkung der Kriminalitätsbekämpfung sowie die Unterstützung anderer Bedarfsträger, z. B. das Bundeskriminalamt, das Zollkriminalamt und die Polizeien der Länder. Beim IKTZ und seinen Vorgängern handelt es sich offiziell nicht um einen Geheim- oder Nachrichtendienst, obwohl es sich teils nachrichtendienstlicher Mittel bedient. Aufgaben werden gemäß dem Bundespolizeigesetz wahrgenommen, welches den gesetzlichen Handlungsrahmen für das IKTZ bindend vorschreibt.

## Gliederung
Die Abteilung 5 gliedert sich wie folgt:
- Zentralstelle IKT-Fachlichkeit
- Referat 51 – IKT-Strategie
- Referat 52 – Infrastruktur
- Referat 53 – Service
- Referat 54 – Produktmanagement
- Referat 55 – Informationssicherheit, CERT
- Referat 56 – Funkaufklärung
- Referat 57 – Sprech- und Datenfunk

Im Einheitsaktenplan der Bundespolizei ist das Zentrum für Informations- und Kommunikationstechnik (IKTZ) unter der Obergruppe 18 05 Spezialverbände/-einheiten geführt.